# Francisc al IV-lea, Duce de Modena
Francisc al IV-lea Joseph Charles Ambrose Stanislaus (italiană Francesco IV Giuseppe Carlo Ambrogio Stanislao d'Absburgo-Este), (n. 6 octombrie 1779, Milano, Ducatul Milanului – d. 21 ianuarie 1846, Modena, Italia) a fost Duce de Modena, Reggio și Mirandola (din 1814), Duce de Massa și Prinț de Carrara (din 1829), Arhiduce de Austria-Este, Prinț Regal al Ungariei și Boemiei, Cavaler al Lânii de Aur. A fost nepot al împărătesei Maria Tereza a Austriei, șeful Casei de Habsburg, și moștenitor al ramurii Modena a Casei de Este prin mama sa. 
Francisc s-a născut la Milano. Tatăl lui a fost Arhiducele Ferdinand de Austria-Este, Duce de Breisgau iar mama sa a fost Maria Beatrice Ricciarda d'Este, Ducesă de Massa și Prințesă de Carrara, Lady de Lunigiana.

## Familie
În 1812 Francisc s-a căsătorit cu Prințesa Maria Beatrice de Savoia, fiica regelui Victor Emanuel I al Sardiniei. Cuplul a avut patru copii:
- Maria Tereza (1817-1886), căsătorită cu Henri, conte de Chambord.
- Francisc al V-lea, Duce de Modena (1819-1875), căsătorit cu Prințesa Adelgunde de Bavaria.
- Ferdinand Karl (1821-1849), căsătorit cu Arhiducesa Elisabeta Franziska de Austria. Fiica lui a fost Maria Theresia, Arhiducesă de Austria-Este.
- Maria Beatrix (1824-1906), căsătorită cu Juan, Conte de Montizón.